# Мирополь (Запорожская область)
Мирополь (укр. Миропіль) — село,
Терноватский поселковый совет,
Новониколаевский район,
Запорожская область,
Украина.
Село ликвидировано в 1987 году.

## Географическое положение
Село Мирополь находилось на левом берегу реки Гайчур,
выше по течению на расстоянии в 3 км расположено село Николаевка,
ниже по течению на расстоянии в 5 км расположено село Заречное,
на противоположном берегу — село Доброполье (Гуляйпольский район).

## История
- 1987 — село ликвидировано[1].